# La Groutte
La Groutte is een gemeente in het Franse departement Cher (regio Centre-Val de Loire) en telt 103 inwoners (1999). De plaats maakt deel uit van het arrondissement Saint-Amand-Montrond.

## Geografie
De oppervlakte van La Groutte bedraagt 2,9 km², de bevolkingsdichtheid is 35,5 inwoners per km². De gemeente ligt op de linkeroever van de Cher.
De onderstaande kaart toont de ligging van La Groutte met de belangrijkste infrastructuur en aangrenzende gemeenten.

## Demografie
Onderstaande figuur toont het verloop van het inwonertal (bron: INSEE-tellingen).